# Aline Motta
Pour les articles homonymes, voir Motta.
Aline Motta née en 1974, à Niterói, est une artiste visuelle brésilienne. Elle vit et travaille à São Paulo.

## Biographie
En 1995, Aline Motta obtient une licence en communication sociale à l'Université fédérale de Rio de Janeiro. Elle complète sa formation par un master en cinéma à la New School University, à New York, qu'elle obtient en 2004.
Elle part se sa propre histoire familiale, qu'elle met en récit à travers des installations vidéos, collages, textes, archives. Elle explore les vides et elle imagine un récit sans la violence coloniale.
En 2022, elle publie A água é uma máquina do tempo. Ce livre est à la fois, un essai sur l'histoire collective à travers des réflexions intimes, un récit poétique.
Elle combine différentes techniques et pratiques artistiques, mêlant photographie, vidéo, installation, performance, art sonore, collage, impression et matières textiles.

## Expositions
- Filha Natural, Centre Culturel São Paulo, 2018
- Sala de vídeo: Aline Motta, Musée d'art de São Paulo, 2022

## Publications
- (pt) A água é uma máquina do tempo, Fósforo, 2022, 144 p. (ISBN 9786584574274)

## Distinctions
- Prix Marcantonio Vilaça, 2019[4]
- Prix Pipa, 2024[5]